# السهول الكبرى
السهول العظمى (بالإنجليزية: the Great Plains)‏ هي هضبة مرتفعة واسعة تمتد إلى الشرق من جبال روكي في أمريكا الشمالية، وتشمل في الولايات المتحدة ولايات نيو مكسيكو وتكساس وأوكلاهوما وكولورادو وكنزاس ونبراسكا ووايومنغ ومونتانا وداكوتا الجنوبية وداكوتا الشمالية والمقاطعات الكندية ألبرتا وساسكاتشوان ومانيتوبا.

السهول العظمى تغطي جزءا كبيرا من الولايات المتحدة وأجزاء صغيرة من كندا والمكسيك

تحتوي هذه المنطقة على كميات كبيرة من النفط والفحم الحجري. تغطي سهوب البراري مساحات كبيرة من السهول. في جميع أنحاء المنطقة توجد العديد من المزارع المخصصة للزراعة والثروة الحيوانية، وتعد المنطقة المنتج الرئيسي للقمح في أمريكا الشمالية. في كل 25 عامًا، تعاني المنطقة من موجات جفاف وعواصف رملية مدمرة كانت أضخمها في ثلاثينيات القرن العشرين، فيما عرف بقصعة الغبار (بالإنجليزية: Dust Bowl)‏.

## معرض صور

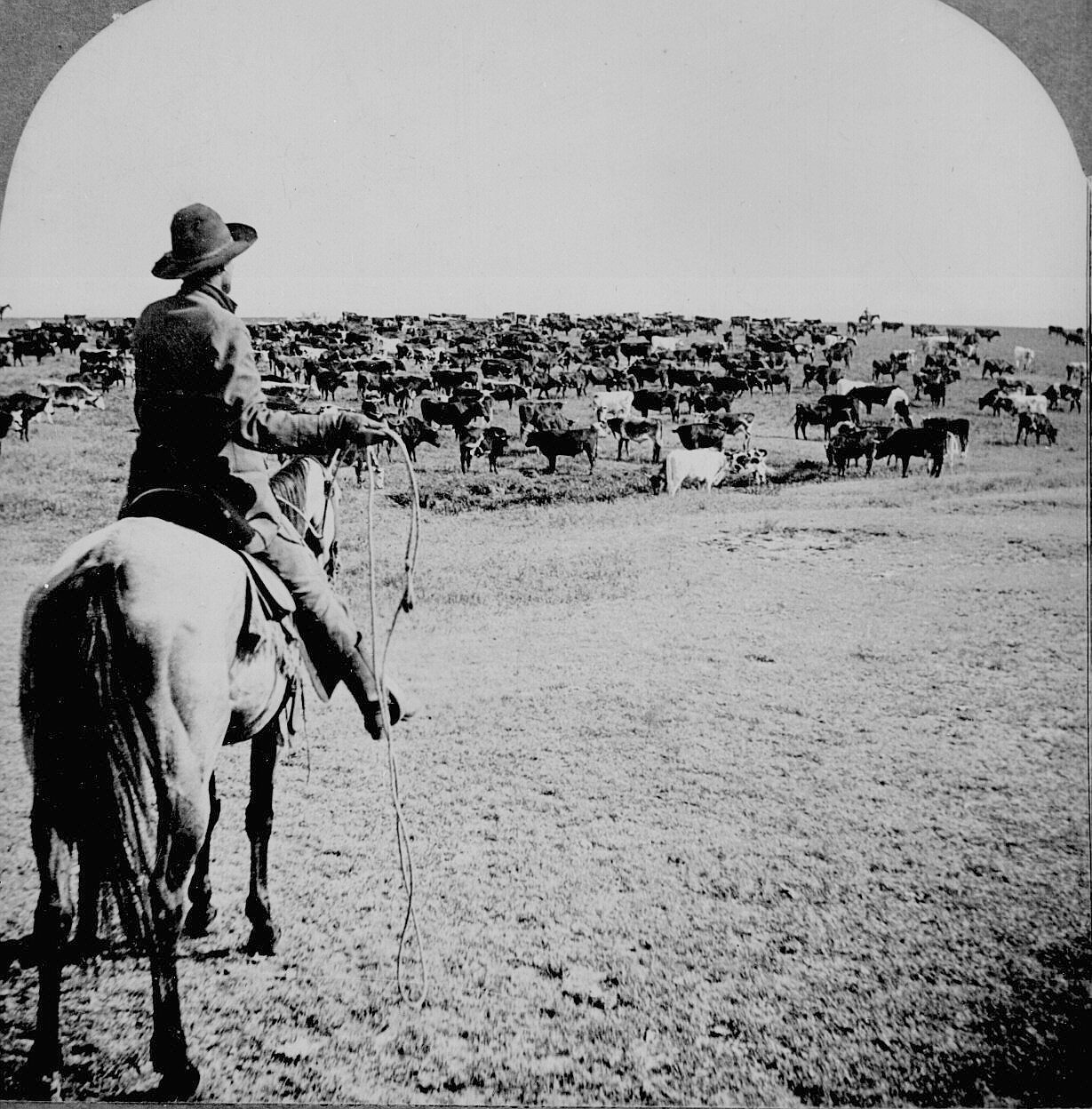
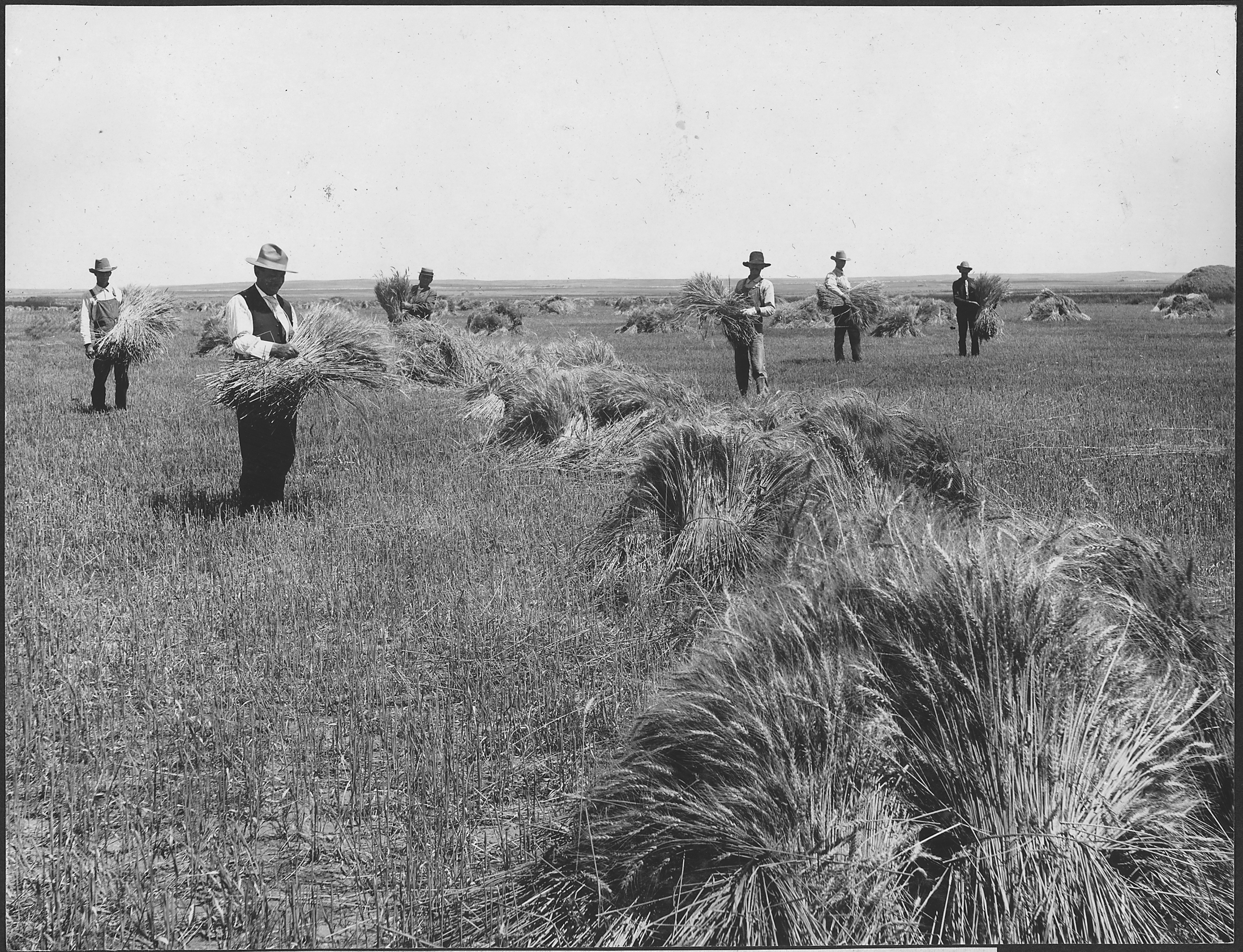

## وصلات خارجية
- التاريخ الجيولوجي للسهول العظمى